# Haliplus fulvus
Haliplus fulvus är en skalbaggsart som först beskrevs av Fabricius 1801.  Haliplus fulvus ingår i släktet Haliplus, och familjen vattentrampare. Arten är reproducerande i Sverige.

## Bildgalleri

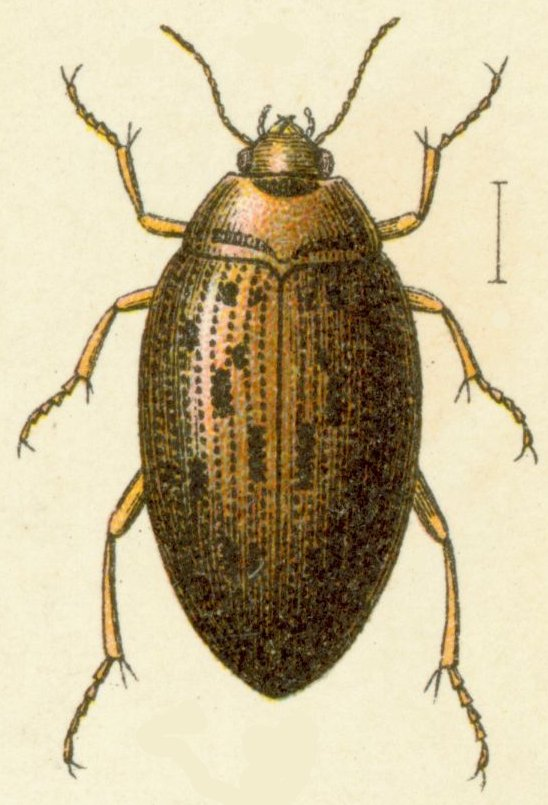
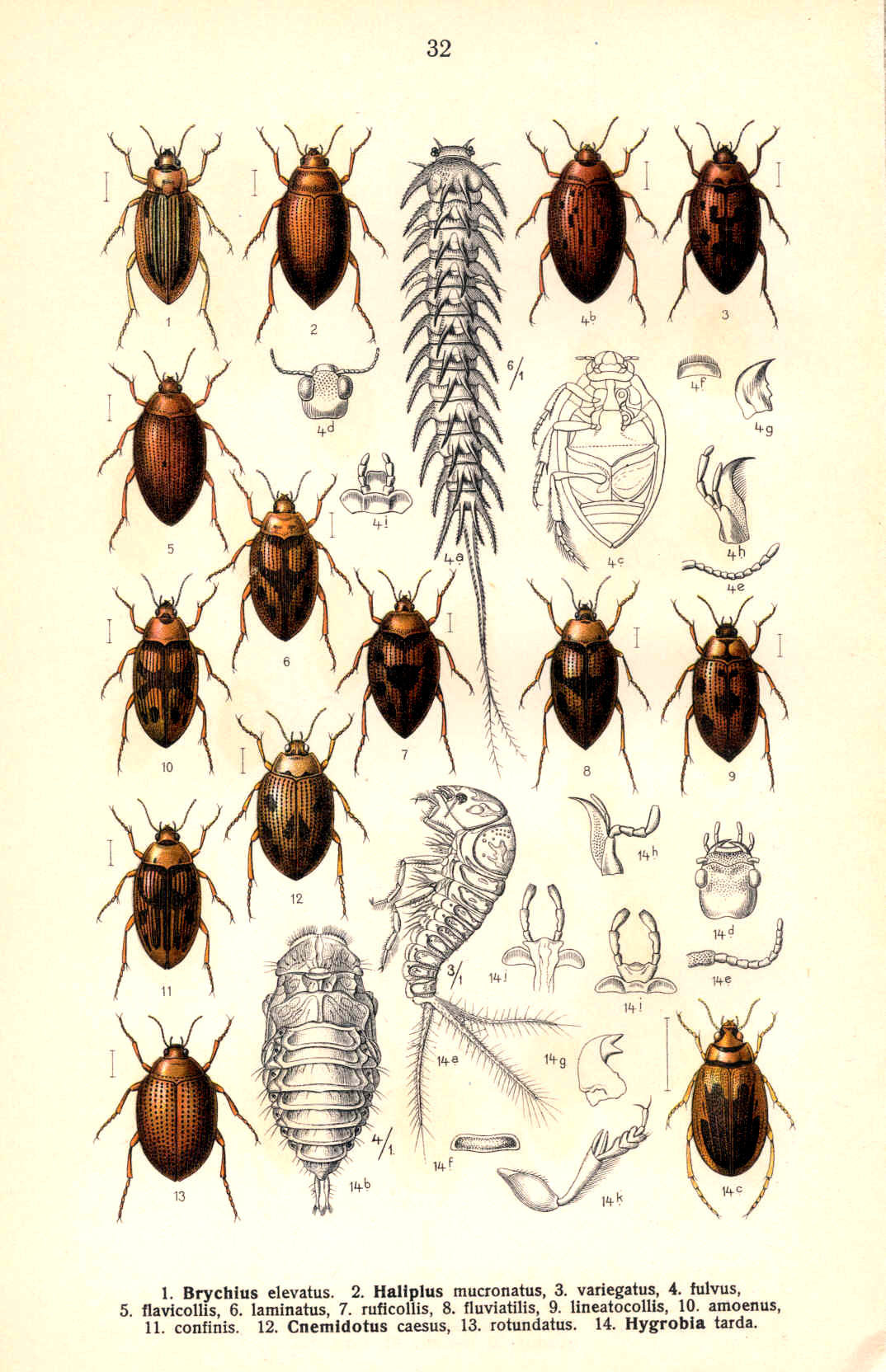
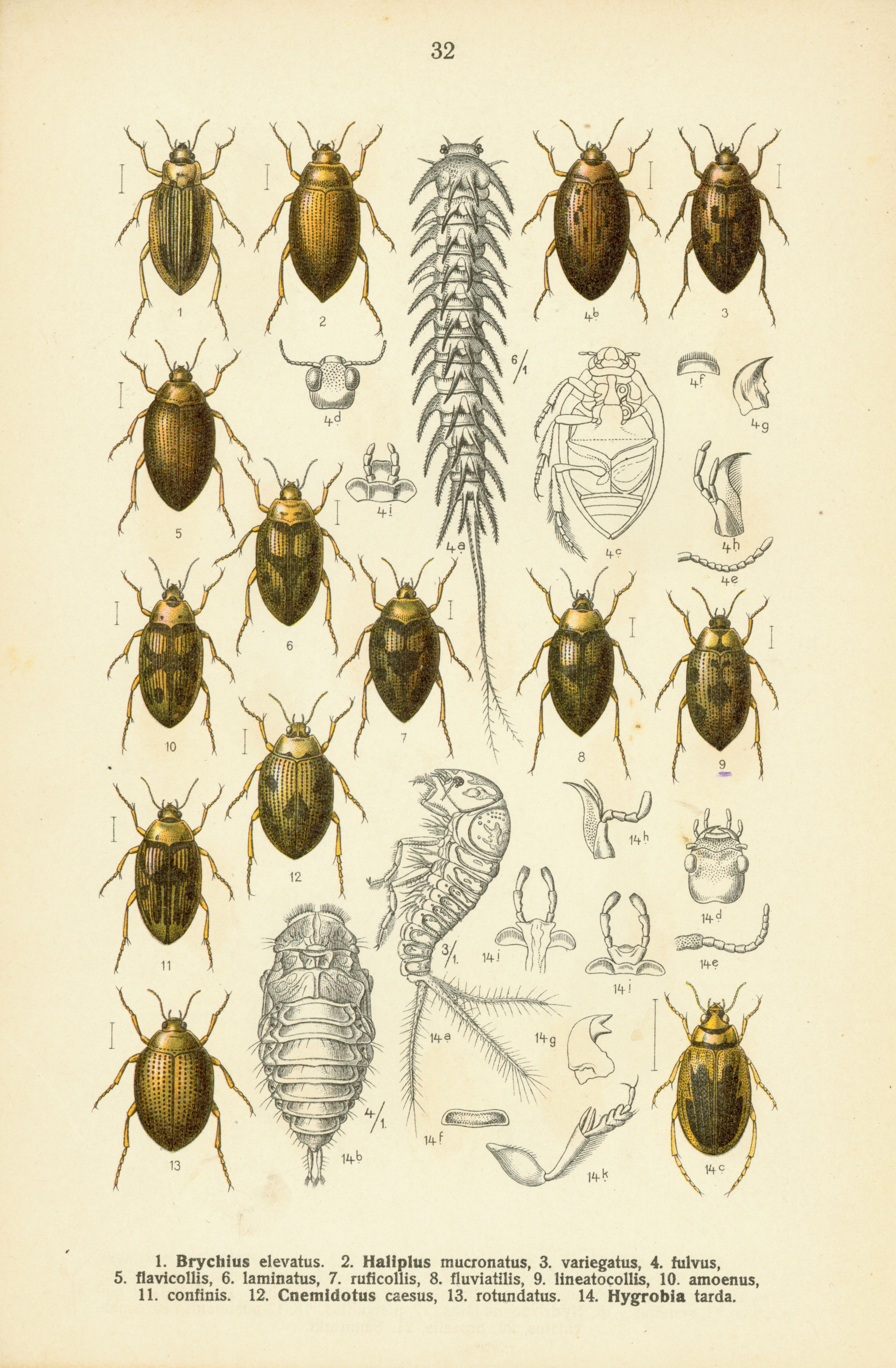